# Acantholespesia comstocki
Acantholespesia comstocki är en tvåvingeart som först beskrevs av Samuel Wendell Williston  1889.  Acantholespesia comstocki ingår i släktet Acantholespesia och familjen parasitflugor. Inga underarter finns listade i Catalogue of Life.